# 奎東茄
奎東茄是一種茄科茄屬的植物，因為此水果的英文稱：naranjilla lulo，故又稱為露露果之稱，也有人簡稱露露或露露Lulu。
原產哥倫比亞，葉子寬大心形-橢圓形，長45厘米。葉和莖上長有紫色的短絨毛。該植物比較纖弱，要避免大風和暴曬。花紫色-白色。奎東茄的果實有柑橘的香味，果汁綠色，味道酸甜，常被用來製作成「露露飲料」。

## 資料來源
1. ↑  . 洵南電子日報 (蘇利南: 廣義堂).   [2018-05-26]. （原始内容存档于2020-08-21） （中文（繁體））.